# 中国驻土库曼斯坦大使列表
本列表为中華人民共和國驻土库曼斯坦历任大使名录。

## 历任中国驻土库曼斯坦大使

### 中华人民共和国驻土库曼斯坦大使（1992年至今）
1992年1月6日，中国与土库曼斯坦正式建交。
| 姓名   | 任命           | 任命          | 到任           | 递交国书       | 免职           | 免职          | 离任      | 外交衔级 | 外交职务     | 备注 |
| 姓名   | 全国人大常委会 | 主席          | 到任           | 递交国书       | 全国人大常委会 | 主席          | 离任      | 外交衔级 | 外交职务     | 备注 |
| ------ | -------------- | ------------- | -------------- | -------------- | -------------- | ------------- | --------- | -------- | ------------ | ---- |
| 程振声 | 1992年7月1日   | 1992年8月22日 | 1992年9月      | 1992年9月8日   | 1996年3月1日   | 1996年6月17日 | 1996年4月 | 大使     | 特命全权大使 |      |
| 殷松龄 | 1996年3月1日   | 1996年6月17日 | 1996年5月      | 1996年6月26日  | 1998年4月29日  | 1998年9月17日 | 1998年8月 | 大使     | 特命全权大使 |      |
| 龚猎夫 | 1998年4月29日  | 1998年9月17日 | 1998年8月      | 1998年9月21日  | 2000年12月28日 | 2001年3月30日 | 2001年2月 | 大使     | 特命全权大使 |      |
| 高玉生 | 2000年12月28日 | 2001年3月30日 | 2001年3月      | 2001年4月4日   | 2003年6月28日  | 2003年9月28日 | 2003年8月 | 大使     | 特命全权大使 |      |
| 鲁桂成 | 2003年6月28日  | 2003年9月28日 | 2003年9月      | 2003年9月26日  | 2008年4月24日  | 2008年11月6日 | 2008年9月 | 大使     | 特命全权大使 |      |
| 吴虹滨 | 2008年4月24日  | 2008年11月6日 | 2008年9月26日  | 2008年9月27日  | 2011年2月25日  | 2011年6月1日  | 2011年3月 | 大使     | 特命全权大使 |      |
| 肖清华 | 2011年2月25日  | 2011年6月1日  | 2011年4月23日  | 2011年5月3日   | 2016年7月2日   | 2016年10月8日 | 2016年8月 | 大使     | 特命全权大使 |      |
| 孙炜东 | 2016年7月2日   | 2016年10月8日 | 2016年10月18日 | 2016年10月25日 | 2020年6月20日  | 2021年1月5日  | 2020年9月 | 大使     | 特命全权大使 |      |
| 钱乃成 | 2020年6月20日  | 2021年1月5日  | 2020年12月15日 | 2021年1月12日  |                | 2025年8月15日 | 2025年6月 | 大使     | 特命全权大使 |      |
| 吉树民 |                | 2025年8月15日 | 2025年7月19日  | 2025年7月25日  | 现任           |               |           | 大使     | 特命全权大使 |      |